# Ďábel
Ďábel är ett berg i Tjeckien.   Det ligger i regionen Mellersta Böhmen, i den centrala delen av landet, 22 km söder om huvudstaden Prag. Toppen på Ďábel är 389 meter över havet.
Terrängen runt Ďábel är kuperad söderut, men norrut är den platt. Runt Ďábel är det ganska tätbefolkat, med 90 invånare per kvadratkilometer. Närmaste större samhälle är Modřany, 13,5 km norr om Ďábel. I omgivningarna runt Ďábel växer i huvudsak blandskog.